# Marco Zamperini
Marco Zamperini (Milano, 2 agosto 1963 – Milano, 13 ottobre 2013) è stato un informatico, dirigente d'azienda e blogger italiano, tra i maggiori esperti di Internet in Italia.

## Biografia

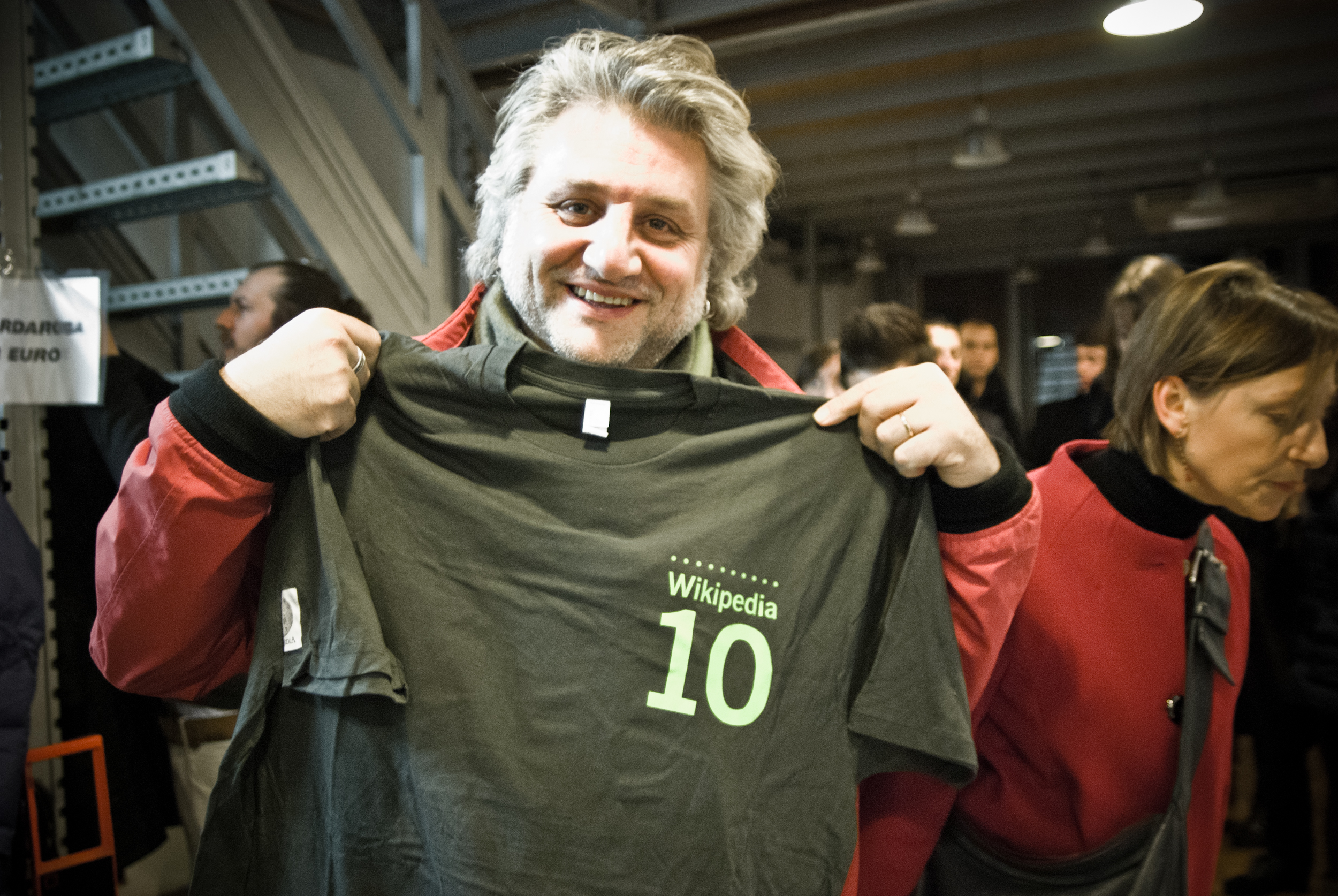
Marco Zamperini alla festa per i 10 anni di Wikipedia, in compagnia della moglie

Laureato in Statistica presso l'Università Statale di Milano nel 1987, tre anni dopo entrò in Etnoteam, presso la quale nel gennaio 2000, nell'ambito di una ristrutturazione organizzativa, fu nominato chief technology officer per la direzione generale telecomunicazioni e media, passando poi a essere direttore delle attività di ricerca e sviluppo e responsabile delle attività di evangelizzazione tecnologica (giugno 2001) e direttore del marketing e della comunicazione (dicembre 2005 - luglio 2007). Da luglio 2007 era chief technology officer della Value Team S.p.A.. Con l'acquisizione di Value Team da parte del colosso giapponese NTT Data nell'aprile 2011 divenne Chief Innovation Officer di NTT DATA Italia.
Fu professore a contratto presso l'Università di Lingue e Comunicazione IULM, oltre che autore di libri e articoli su Internet apparsi su quotidiani e riviste italiani. Era uno degli autori di CheFuturo!.
Sul web era noto con lo pseudonimo di FunkyProfessor.
Morì nel 2013 all'età di cinquant'anni, probabilmente a causa di un infarto. Le sue ceneri sono tumulate al Cimitero Maggiore di Milano, in un colombaro.